# Postcombe
Postcombe – wieś w Anglii, w hrabstwie Oxfordshire, w dystrykcie South Oxfordshire. Leży 21 km na wschód od Oksfordu i 62 km na zachód od Londynu.